# 人性 (異世奇人)
〈人性〉（英語：Human Nature）是英國科幻電視劇《異世奇人》系列3的第8集，2007年5月26日於BBC One播出。這集的編劇是保羅·康奈爾，並由查爾斯·帕爾默執導。在演員方面，除了固有的大衛·田納特飾演博士和費馬·阿吉曼扮演的瑪莎·鐘斯外，出演護士長瓊·雷德芬的潔西卡·海恩斯以及「血之家族」成員杰里米·貝恩斯的也有很重的戲份。
〈人性〉改編自其同名小說，講述博士被外星生物「血之家族」（Family of Blood）追捕而躲到1913年的倫敦，並將自己轉化成人類，其記憶和力量收藏在懷表內。然而，懷表意外地被人打開，使血之家族得以追蹤到博士。貝恩斯要脅博士必須承認其真正身份，否則鐘斯和海恩斯會死，但博士只以為自己是個凡人。
本集與續集〈血之家族〉是新版《異世奇人》自播出以來首部改編作品。儘管一些細節與原著有所分別，這集共吸引774萬人收看，取得一致的好評，並與〈血之家族〉獲提名為雨果獎最佳戲劇呈現（短片）獎。

## 劇情
節目一開始，博士則被看不見的外星生物「血之家族」追殺，前者於是帶同鐘斯走進TARDIS。博士指「血之家族」是出色的捕獵者，他們能靠氣味找到獵物的位置，然而在追捕過程中，他們會消耗大量能量而死。因此，要逃離他們的追殺就只能轉變身份並回到過去，以消磨他們的體力。最終，博士決定以人類的身份回到1913年的倫敦，又把一切的記憶和力量收藏在懷表內，以待「血之家族」死後回復真身。故此，他吩咐鐘斯要好好保管懷表，以防它落入「血之家族」手中。
回到1913年，博士化名約翰·史密夫，在一間名為法里咸的男校當教師，而鐘斯則當傭工。儘管化身為人類的博士已忘記了自己的真正身份是時間領主，但他過去的經驗還是一一在夢境出現。於是，他寫一部名為《不可能的傳記》記下發過的怪夢，並將此日記與學校的護士長雷德芬分享。漸漸地，博士與海恩斯互生好感，成為戀人。另一邊廂，博士的一名稱為拉莫提的學生通過第六感察覺到懷表有異，於是在好奇下把懷表偷走。這時，「血之家族」已來到，並寄生於男校的學生貝恩斯、校工珍妮、克拉克先生和女孩露絲身上。
幾日後，拉莫提終按奈不住，打開了懷表。隨著懷表打開，貝恩斯等人意識到史密夫就是博士。於是，他們展開追捕行動。鐘斯察覺到珍妮行為異常，故向博士道出一切，又請他回復真身。然而，鐘斯找不到那懷表，故博士不明其意，認為她在胡言亂語。當天晚上，博士與雷德芬出席舞會。鐘斯見博士對自己的事忘得一乾二淨，大為氣憤，於是拿出超聲起子試圖讓博士恢復記憶。同時，克拉克先生得悉博士出席舞會後帶同貝恩斯等人入侵會場，並捉走鐘斯和雷德芬，威脅博士回復真身。然而，博士堅稱自己只是一個平常人，根本不知道他們在說什麼。

### 前後連接
在博士的日記《不可能的傳記》中出現大量博士之前的經歷，包括TARDIS、超聲起子、戴立克、賽博人（〈賽博人的崛起〉／〈鋼鐵時代〉）、羅斯·泰勒、塑膠人（〈羅斯〉）和K9（〈校園時代〉）等。此外，這日記還出現第一任、五任、六任、七任和八任博士的畫像。拉莫提在打開懷表後出現的回閃畫面包括被鐵鏈綁著的戴立克（〈仇人碰面〉）、渥德星人（〈不可能的星球〉／〈撒旦坑〉）以及外星生物華士（〈逃跑的新娘〉）。
博士和雷德芬的一些對話也與前作有關，比如博士指加利弗雷位於愛爾蘭是出自1976年的〈恐懼之手〉。海恩斯在讀過博士的日記後問他關於「火爐壁女孩」的事，是指〈火爐壁的女孩〉中的龐巴度夫人。在劇中，博士自稱約翰·史密夫。事實上，這化名曾多次被博士用過，其中包括1968年的〈宇宙之輪〉、1978年的〈時間戰士〉、〈戰火孤雛〉和〈史密斯與瓊斯〉等。博士還在此集展示出超卓的投擲，有一些舊作如〈四與末日〉和〈聖誕入侵〉中，博士也使用這種技巧。

## 製作

### 劇本創作
〈人性〉／〈血之家族〉合集改編自1995年出版的《異世奇人》衍生小說，內容講述第七任博士為理解常人的感情而轉化為人類，並來到1914年的英國當中學老師。在這所學校中，忘掉真正身份的博士與女教師瓊相戀。此時，試圖取得時間領主能力的外星生物安巴特斯（Aubertides）入侵校園。最終，博士發現其真正身份，擊退安巴特斯，卻察覺到自己已不能如常人般和瓊在一起。這小說是其中一部最歡迎的作品，在1998年由《異世奇人雜誌》舉辦的讀者投票活動中，《人性》就當選為史上最出色的《異世奇人》衍生小說。其中，新版《異世奇人》的執行製作人拉塞爾·T·戴維斯對這部小說也情有獨鍾，故他請求小說的作者保羅·康奈爾按其內容編寫一份可分兩集的劇本。
儘管這集是根據康奈爾的小說改編，但戴維斯還是在一些細節上作修改。比如博士身邊的同伴是鐘斯，而非小說中的本尼﹔博士在劇中把記憶和能力存放在懷表，而不是小說中的板球。戴維斯還同時作兩個重要的修改，當中包括博士比小說提早半年來到倫敦，為的是避免觀眾聯想到這集與第一次世界大戰有關﹔以及「血之家族」的造型和慣性。另一方面，為免這集變得過於古板，戴維斯要求劇本的敘事手法要與小說有所不同。故此，在這集開始時講的是博士與鐘斯逃亡，而非在小說中博士與瓊結婚﹔以及博士被「血之家族」要脅而不是博士猶疑應否要求學生對安巴特斯開火。

### 拍攝
〈人性〉／〈血之家族〉合集的導演是查爾斯·帕爾默，此前他曾替〈史密斯與瓊斯〉及〈勇救莎翁〉執導。按原來的編排，此集會比〈眨眼〉較早拍攝，但隨著〈眨眼〉的檔期延後，這集得以提前製作。同時，由於製片人菲爾·歌連臣正在休假，故在拍攝《人性》/《血之家族》期間，此職由蘇姍·麗嘉暫代。
合集於2006年11月27日開鏡，並在翌年2月23日殺青。其中，位於卡迪夫的蘭達夫座堂、布雷肯的泰巴花迪堂及紐波特的特雷迪加堂均用作充當法里咸男校。另外，劇組還在聖費根國家歷史博物館取景﹔其餘的場景則在上布製作室拍攝。一些鏡頭在拍攝期間被修改，例如鐘斯本來是因珍妮不慎灼倒手背卻毫無知覺而意識到後者被「血之家族」寄生，但在拍攝過後，劇組認為這表達方法不明顯故改為鐘斯發現珍妮異於常人的飲食習慣。還有一個鏡頭在播映前被刪去，那就是博士在化身成人類前叮囑鐘斯的23項指示，但這一幕還在DVD版本中得以保留，而其中一項，博士請鐘斯不要吃梨，是向原著小說致敬。
劇中《不可能的傳記》是由藝術家凱莉安娜·沃克製作，康奈爾負責書法。凱莉安娜並非首次替《異世奇人》設計道具，〈聖誕入侵〉的外星人造型和飛船就是出於她的手筆。

## 發行和反響
〈人性〉2007年5月26日在BBC One首播。收視報告指，這集共有774萬人觀看，欣賞指數則為86分。
這集取得評論家的好評。《舞台》的馬克·賴特指《人性》與「過去的《異世奇人》劇作有所不同」，並以「零瑕疵」來形容這集。同時，他還讚賞田納德和阿吉曼的演出，又認為這集可問鼎英國電影學院獎的最佳劇集獎。IGN的特拉維斯·費科特在10分為滿分下給這集9.1分，指這集是系列3當中最好的一集，並相信劇本是經深思熟慮寫成的，但美中不足的是「血之家族」不夠嚇人，特別是看過舊版《異世奇人》的觀眾。在《誰是博士》（Who Is the Doctor）一書中，作者格雷姆·伯克喜歡博士變成常人，並與人類戀愛的構思，並讚揚劇中帶出反對性別歧視主義和種族主義的信息。這書的另一名作者羅拔·史密夫則對博士失去所有能力和回憶的劇情大為欣賞，故以「美妙」來形容這集。
〈人性〉還得到觀眾的喜愛。在2009年，《異世奇人雜誌》讓讀者從200集《異世奇人》劇集中選出最喜愛的一集。結果，在6700人投票下，〈人性〉排名第六。五年後，該雜誌再次舉行同類型投票，〈人性〉在241個故事中位列第九。這集與〈血之家族〉被提名為雨果獎最佳戲劇呈現（短片）獎，但最終不敵〈眨眼〉。此外，田納特憑此集贏得星座獎的最佳男演員獎。

## 資料來源
1. ↑  . Doctor Who Reference Guide.   [2015-06-04]. （原始内容存档于2015-08-08）.
2. 1 2 3 4  Burk, Graeme; Smith?, Robert.  1st. ECW Press. 2012-03-06: 156-157. ISBN 1-55022-984-2.
3. ↑  Cavan, Scott; Mark, Wright.  1st. BBC Books. 2013-06-11: 50-51. ISBN 978-1849906197.
4. ↑  Ware, Peter. . BBC.   [2011-08-15]. （原始内容存档于2012-11-09）.
5. 1 2 3 4 5 6 7 8 9 10 11  . Doctor Who: A Brief History Of Time (Travel). 2014-07-06  [2015-09-04]. （原始内容存档于2007-03-16）.
6. 1 2  .   [2015-09-06]. （原始内容存档于2007-06-23）.
7. ↑  . Doctor Who News.   [2014-12-27]. （原始内容存档于2019-09-11）.
8. ↑  Wright, Mark. . The Stage. 2007-05-28  [2011-08-15]. （原始内容存档于2011-07-20）.
9. ↑  Fickett, Travis. . IGN. 2007-08-28  [2012-04-30]. （原始内容存档于2010-01-30）.
10. ↑  Burk, Graeme; Smith?, Robert.  1st. ECW Press. 2012-03-06: 159-161. ISBN 1-55022-984-2.
11. ↑  Burk, Graeme; Smith?, Robert.  1st. ECW Press. 2012-03-06: 162-163. ISBN 1-55022-984-2.
12. ↑  Haines, Lester. . The Register. 2009-09-17  [2011-08-15]. （原始内容存档于2020-05-13）.
13. ↑  . Doctor Who Magazine. 2014-06-21  [2014-08-21]. （原始内容存档于2019-12-06）.
14. ↑  . Denvention 3: The 66th World Science Fiction Convention. World Science Fiction Society. 2008  [2008-03-21]. （原始内容存档于2008-12-21）.
15. ↑  . Constellation Awards website. 2008-07-15  [2008-07-15]. （原始内容存档于2011-07-15）.

## 外部連結
- "Human Nature" 在 BBC《異世奇人》的主頁
- "Human Nature" / "The Family of Blood" 在 異世奇人參考導覽
- "Human Nature" / "The Family of Blood" 在 異世奇人: 時間（旅行）簡史
- 互联网电影数据库上人性的资料（英文）